# 1960-е годы в музыке
1960-е годы в музыке:
«шестидесятые», границы которого трактуют более широко: в него часто включают начало семидесятых, а также иногда конец пятидесятых, время разгара холодной войны и войны США во Вьетнаме (породившая широкое антивоенное движение, двигателями которого стали хиппи, с их идеологией и музыкой).
Бит-музыка (Beat music, также называемая мерсибит или брамбит) — жанр рок-музыки, зародившийся в Великобритании в начале 1960‑х, он представлял собой сплав рок-н-ролла, ду-вопа, скиффла, ритм-н-блюза и соула и фактически является предвестницей рока.
Десятилетие характеризуется началом расцвета рок-музыки, авторской песни (и авторского кино, в частности, французской новой волны), сексуальной революцией, зарождением культуры хиппи и психоделической эстетики.

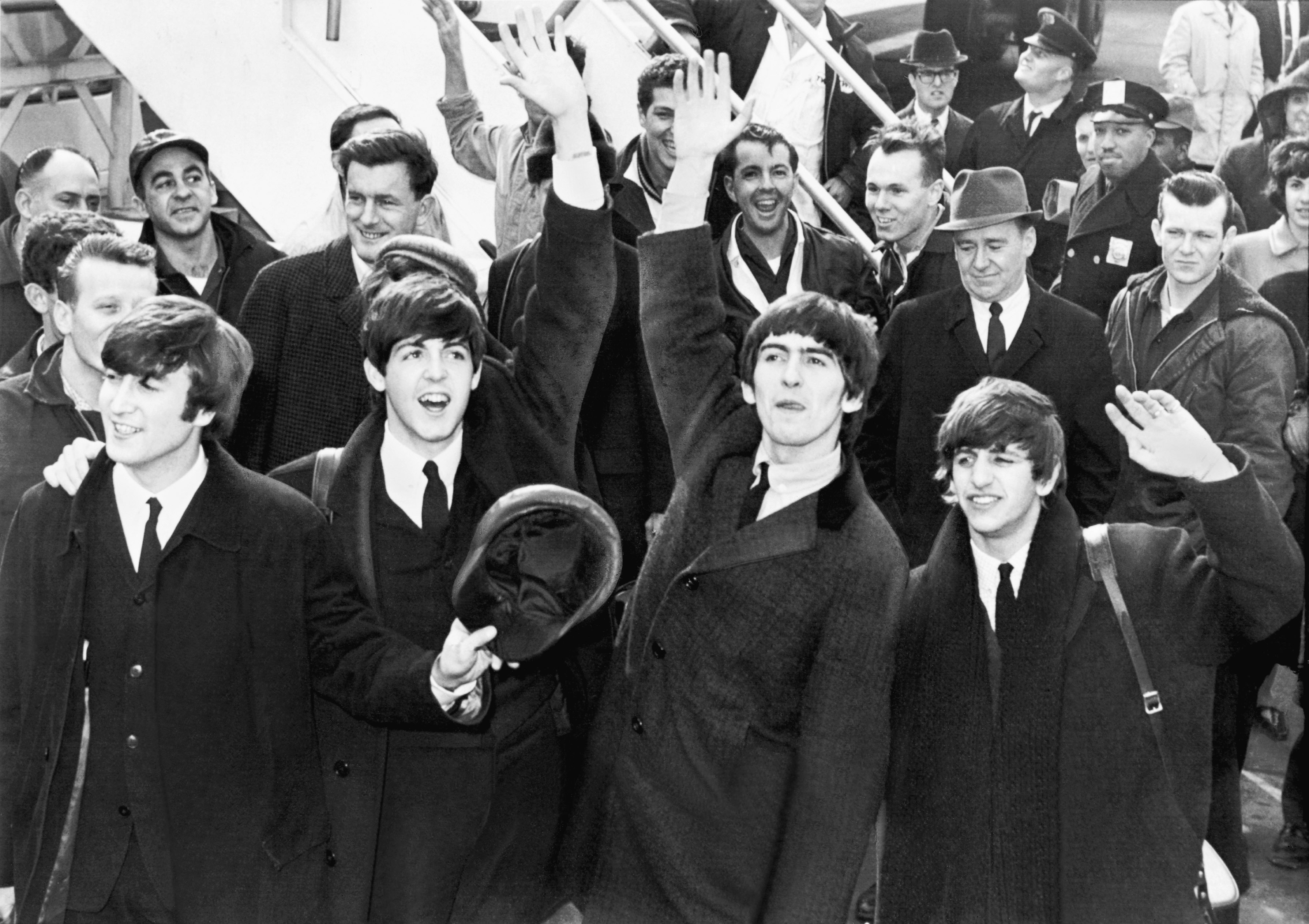
Битлз в 1964 г.

Также известно культурное явление «свингующие шестидесятые» — понятие, появившееся в середине 60-х и связанное с развитием культуры в Лондоне/Великобритании — появившиеся в середине 60-х годов группы «The Beatles», «The Rolling Stones», «The Kinks», «The Who», «The Small Faces»и другие (стали известны в США как британское вторжение") и развитие соответствующей моды. Также фрикбит (Freakbeat), популярный в Великобритании жанр рок-музыки, близкий к гаражному року.

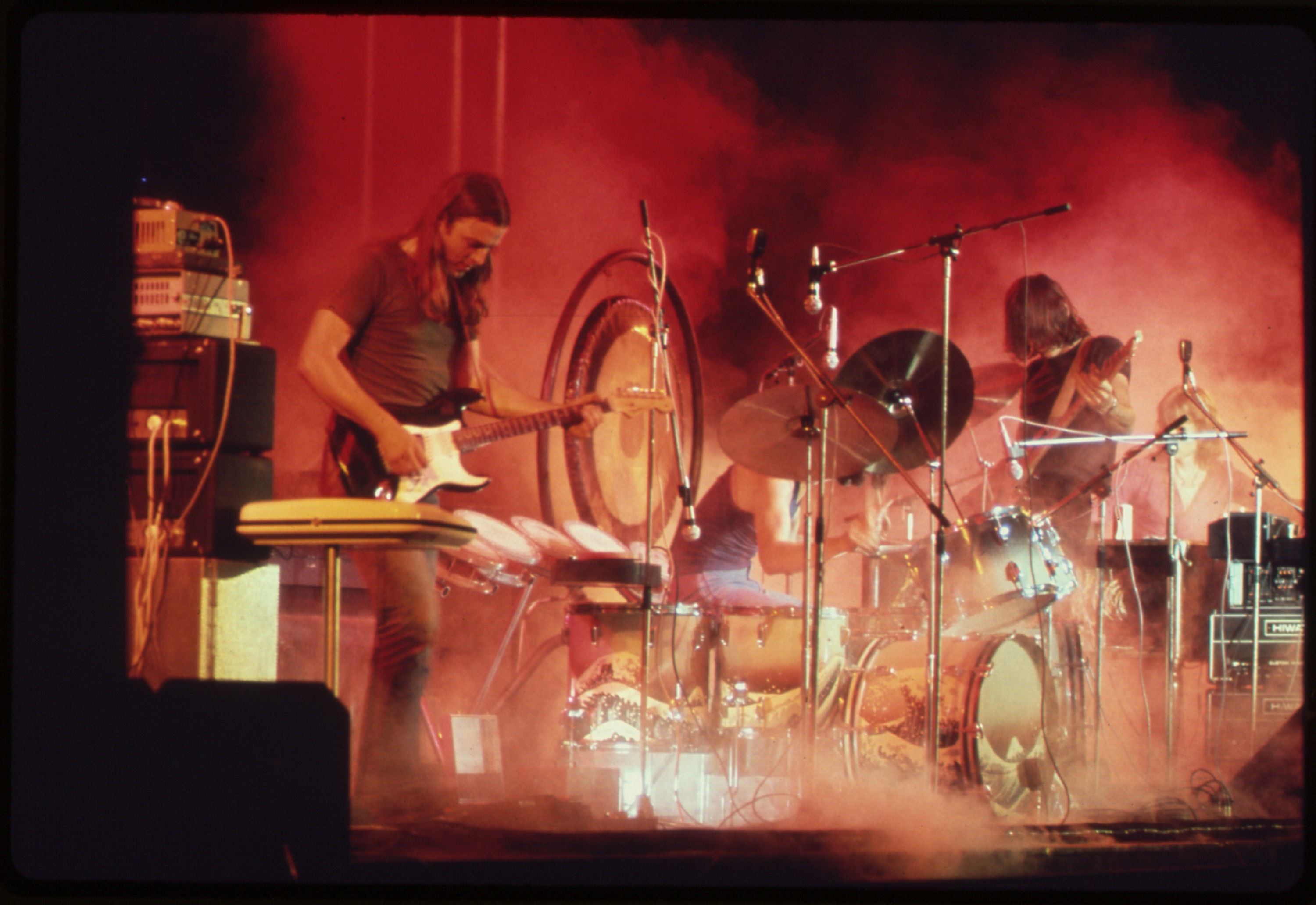
Пинк Флойд, в будущем ключевые представители прогрессивного и психоделического рока

Значительно выросла популярность групп, работающих в жанре психоделического рока, таких как «The Jimi Hendrix Experience», «Cream» и «Пинк Флойд», «Traffic».
Эта музыка в Великобритании транслировалась пиратскими радиостанциями «Radio Caroline», «Wonderful Radio London» и «Swinging Radio England» поскольку Би-би-си не вещала их на своём радио.
Появление и развитие подстилей психоделический поп/прогрессивный поп, под воздействием успеха психоделического рока. Также авант-поп, барокко-поп.
Моды (Mods, от modernism, modism) — британская молодёжная субкультура, сформировавшаяся в конце 50-х и достигшая пика в середине 1960-х. Отличительной чертой модов было их особое внимание к внешнему виду, любовь к музыке (от джаза, ритм-энд-блюза и соула до рок-н-ролла и ска); к середине 60-х годов с модами также стала ассоциироваться музыка таких британских рок-групп, как The Graham Bond Organization, Zoot Money's Big Roll Band, Georgie Fame, Small Faces, Kinks и The Who. 
Зарождение, на юге США, сатерн-рока («южного рока»).
Пауэр-трио (power trio) — формат рок-группы, ставший популярным в 60-х годах.
Электронная музыка получила своё становление. 1960-е стали плодотворными на её шедевры: уникальные образца на синтезаторе АНС сотворили А. Шнитке и С. Губайдулина;
в начале 60-х годов появились два значительных произведения от двух влиятельных композиторов направления — «Контакты» (нем. Kontakte) Штокхаузена и «Гаргульи» (англ. Gargoyles) Отто Льюэнинга (произведение для скрипки и магнитной плёнки).
Лаунж — лёгкая, фоновая музыка (lounge — «гостиная», lounge music — «музыка для холла»), золотой эпохой развития которой принято считать 50-е — 60-е годы; это были, как правило, хорошо знакомые эстрадные номера, исполняемые неизвестными оркестрами. В 1960-е годы появились крупные профессиональные лаунж-ансамбли: оркестры Берта Кемпферта, Герба Альперта (Tijuana Brass), Джеймса Ласта, Поля Мориа.
Начиная с середины 1960-х годов британские и американские поп-артисты, такие как Брайан Уилсон, Фил Спектор и Битлз, стали включать идеи поп-арт движения во время записи музыки.

## в СССР
Песенно-поэтическое творчество Владимира Высоцкого.

## Хронология
- 1960 — официально начала своё существование группа Битлз (The Beatles).

- 1961 — Рэй Чарльз, протестовавший против расовой сегрегации, отменил свой концерт в Огаста, штат Джорджия, где планировалось, что белые и цветные зрители будут сидеть отдельно.

- 1962 — выход дебютного альбома «Bob Dylan» Боба Дилана.
- 1962 — официально начала своё существование группа Роллинг стоунз (The Rolling Stones).

- 1964 — гастроли Битлз в США; начало «британского вторжения».
- 1964 — образование группы Ху (The Who).
- 1964 — вышла песня Роя Орбисона «Oh, Pretty Woman».

- 1965 — образование группы Дорз (The Doors).
- 1965 — песня Роллинг стоунз «(I Can't Get No) Satisfaction» стала № 1 в Billboard Hot 100.

- 1966 — начало музыкальной карьеры Нэнси Синатры.
- 1966 — альбом «Pet Sounds» Бич бойз.

- 1967, январь — дебютный альбом группы «Дорз» (The Doors)
- 1967 — вышел альбом Битлз «Клуб одиноких сердец сержанта Пеппера» (Sgt. Pepper’s Lonely Hearts Club Band), один из самых влиятельных альбомов рок-музыки всех времён.
- 1967 — дебютный альбом Джими Хендрикса «Are You Experienced»
- 1967 — вышел дебютный альбом Пинк Флойд.
- 1967—1969 — культурное движение «Тропикалия» в Бразилии.

- 1968 — распалась группа «Крим» (Cream), первая супергруппа в истории рок-музыки, собравшаяся за два года до этого.
- 1968 — образование Лед Зеппелин (Led Zeppelin).

- 1969 — образование группы Машина времени.
- 1969 — сформирован классический состав группы Дип Пёрпл (Deep Purple), записавший большинство её хитов.
- 1969 — выпущен двенадцатый альбом («Abbey Road») группы Битлз.
- 1969 — прошёл фестиваль Вудсток в США, символ хиппи-движения.